# Höhlenburg Luegstein
Die Höhlenburg Luegstein, auch Grafenloch genannt, ist eine hochmittelalterliche Höhenburg vom Typus einer Höhlenburg auf 640 m ü. NHN in der Luegsteinwand über dem Luegsteinsee nahe Oberaudorf bei Mühlbach, einem Ortsteil der Gemeinde Kiefersfelden im Landkreis Rosenheim in Bayern.

## Geschichte
Vermutlich wurde die Höhlenburg im 11. Jahrhundert von Rittern, die wohl Vasallen oder Ministeriale der Grafen von Falkenstein waren, erbaut und war wohl eine Vorgängeranlage der Auerburg. Keramikfunde weisen auf eine Besiedelung vom 11. bis zum 13. Jahrhundert hin, was den Auszug aus der Burg um 1250 annehmen lässt. 2008 widerlegten Ausgrabungen die frühere Annahme einer Fliehburg aus der Zeit des Dreißigjährigen Krieges.
Die schwer zugängliche, 19,5 Meter tiefe Höhlenburg mit ihrem Eingang in vier Metern Höhe ist nur über eine Leiter zu erreichen. Der Eingang zeigt noch Reste des Torbogens. Das Höhleninnere war vom Außenbereich durch eine auf einer massiven Stützmauer fußenden ein Meter starken Mantelmauer abgetrennt. Spuren im Höhleninneren weisen auf eine zweistöckige Nutzung, Holzauskleidung und eine heizbare Bohlenstube hin.
Der Weg über die Höhlenburg gehört zum Audorfer Höhlenweg.
Nach einer Sage soll eine Zigeunerin dem nach der Ermordung seiner Eltern zu großer Macht gekommenen Auer Grafen seinen nahen Tod durch einen Blitzschlag geweissagt haben. Nachdem kurz darauf ein Blitz in den Burgturm eingeschlagen war, soll sich der Graf in einer Höhle in Sicherheit gebracht haben, doch soll ihn der Tod bei einem plötzlichen Gewitter ereilt haben als er die steile Leiter zur Höhlenburg nicht mehr rechtzeitig erreichte.
Vermutlich war die Höhlenburg Luegstein eine Voranlage der Auerburg.